# Murthel Groenhart
Murthel Groenhart, né le 10 octobre 1986 à Amsterdam, est un kick-boxeur néerlandais d'origine surinamienne. Il est le champion du tournoi du K-1 World MAX 2012.

## Carrière
Groenhart a commencé sa carrière dans le monde du kickboxing en prenant part à une série d’événements mineurs. Il a fait ses débuts pour la promotion SLAMM en 2006, après avoir été vaincu lors des deux matches auxquels il a participé. En 2008, il a été invité par le prestigieux K-1 à participer à un tournoi, initialement conçu pour les poids lourds, puis organisé pour la division des 75 kg. Groenhart réussit son chemin en remportant ses trois matches par KO technique, remportant ainsi le trophée lors de la finale à Milan.
La performance offerte dans le tournoi K-1 suscite donc l’intérêt de l’organisation It's Showtime, la plus grande promotion de kickboxing à l’échelle nationale. Malgré une première défaite contre Sem Braan, il est toujours invité à disputer d'autres matches. Malgré des performances souvent inégales, il remporte le titre européen E.M.T.A. début 2010, dépassant Amir Zeyada.
Par la suite, Groenhart passe dans la catégorie des 79 kg pour défier Marc de Bonte dans Glory 2: Bruxelles, le 6 octobre 2012,, triomphant au deuxième tour grâce à un genou. Groenhart a remporté la finale du tournoi du Championnat du monde K-1 World MAX 2012 à Athènes, Grèce, le 15 décembre 2012, arrêtant Yasuhiro Kido et Mike Zambidis avant de vaincre Artur Kyshenko en finale.
Lors du Glory 42, le combattant de kick-boxing, Groenhart a remporté sa victoire de manière non fair-play alors qu’il s’est empressé de mettre KO Harut Grigorian alors que ce dernier avait le dos tourné. 